# ミシガン準州

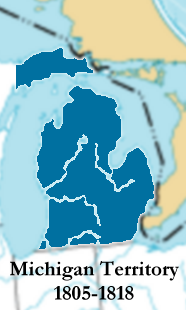
1805-1818、西部境界はミシガン湖の中央を通る線

ミシガン準州（ミシガンじゅんしゅう、英：Michigan Territory）は、1805年6月30日から1837年1月26日までのアメリカ合衆国の自治的領域(準州)である。1837年にアメリカ合衆国第26番目の州に昇格し、ミシガン州となった。準州の首都はデトロイトであった。

## 歴史および政府

### 前史
ヨーロッパ人の到来とともに、ミシガンはまずフランスの植民地に、続いてイギリスの支配下に入った。アメリカ独立戦争に続いて、アメリカ合衆国の幾つかの邦がこの地域の領有権を主張して争った。1779年、バージニア邦はミシシッピ川の東、オハイオ川の北、アパラチア山脈の西のすべての領土をイリノイ郡として自邦に属するものとした。しかし、あらゆる実務面を遂行するはずの郡政府は、実際には大きな川沿いにあった元フランスの開拓地を支配するに留まっていた。他の邦、ニューヨーク、コネチカットおよびマサチューセッツの各邦もこの地域の領有を主張することになった。

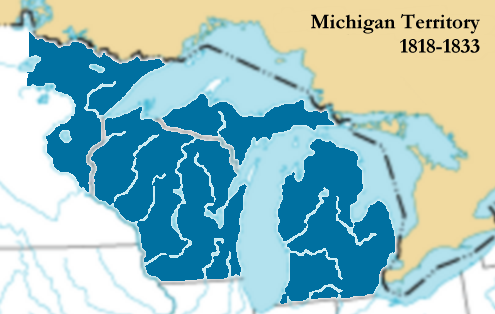
1818 - 1833、イリノイ州とインディアナ州の誕生で、残された部分がミシガン領土に編入された

最終的に、領有権主張していた各邦がその主張を取り下げ、1787年、アメリカ合衆国議会は北西部領土を創設した。この時、後にミシガン州となる領域には自治的な組織がなかった。1790年6月20日にロウアー半島の西半分とアッパー半島の大部分を含む領域がノックス郡となった。1792年、オハイオのハミルトン郡が拡張され、ノックス郡に含まれていないロウアー半島の東半分を含むことになった。1796年8月15日、ウェイン郡がノックス郡とハミルトン郡から分離して創設され、現在のミシガン州の大部分と、オハイオ州、インディアナ州およびウィスコンシン州の一部を含むことになった。
1800年ミシガンの西半分はインディアナ準州に付属することになり、北西部領土とは別の新しい政府が作られた。ウェイン郡はミシガンの東半分に縮小され、北西部領土の一部に留まった。ノックス郡はインディアナ準州に遷され、1801年、その領域はロウアー半島の西部大半とアッパー半島のほんの一部となった。インディアナ準州のセントクレア郡がアッパー半島の西部と、ミシガン湖に沿ったロウアー半島の小さな領域を含むように拡張された。
1803年、オハイオがアメリカ合衆国の州に昇格し、ミシガンの東半分はインディアナ準州に属することになった。この時に、それまでのウェイン郡は存在を終え、新しいウェイン郡がノックス郡およびセントクレア郡から創出され、ロウアー半島の全部、アッパー半島の大部分、イリノイ州、インディアナ州およびウィスコンシン州の大部分を含むことになった。

### 自治政府の形成

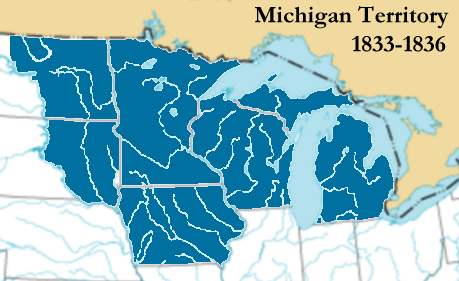
1833 - 1836、北西部領土の残りとルイジアナ買収の一部がミシガン準州に含まれた。

1805年1月11日にアメリカ合衆国議会で成立した法律によりミシガン領土が創設され、その年の6月30日に施行された。この法律では領土の境界を、「インディアナ準州の一部で、ミシガン湖の南岸屈曲した地点から東にエリー湖まで引いた線の北側、前述の屈曲した地点から北にミシガン湖の中央へ引いた線の東側、およびアメリカ合衆国の北の国境より南側の地域をふくむ」とされた。初代準州知事ウィリアム・ハルはウェイン郡を廃止し、彼自身の考えで新しい地域を創ったが、短命に終わった。1815年に知事となったルイス・カスは直ぐにハルの決めた区分を取り消し、ミシガン領土内の全ての領域を3回目のウェイン郡として再設定した。領域内の土地は、1807年のデトロイト条約により、すべてインディアンからの割譲が終わっていた。
米英戦争の間、1812年8月16日にイギリス軍のアイザック・ブロック将軍によってデトロイトが落され、ミシガン領土は名目上アッパー・カナダの一部となった。8月24日、デトロイト砦守備軍の指揮官ヘンリー・プロクターは、現行法下の市民政府の継続と、プロクターが知事を代行し、オーガスタス・B・ウッドウォードが主席判事と秘書官を兼ねることを宣言した。1813年2月4日、プロクターは市民政府を閉鎖し、戒厳令を発した。
1816年にインディアナ州が、1818年にイリノイ州が成立すると、その領域の残された部分がミシガン領土に併合された。この時に、ミシガン領土の30郡区に相当する地域が、インディアナ州がミシガン湖へ接するようにするために割譲された。その後間もなく、連邦政府は急速にこの地域のインディアンと条約を結び、その土地を獲得していった。

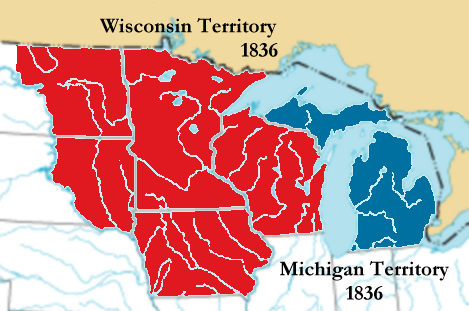
1836年、ウィスコンシン準州の分割でミシガン準州は小さくなり、アッパー半島西部も含まれて居ない

1824年、ミシガン領土は合衆国の領土としては第二番目の段階である準州になり、行政権は知事と一握りの判事から市民に委譲された。市民は準州議会の代表18人を選出し、この中9人がアメリカ合衆国大統領に承認され、1824年6月7日に最初の議会が開かれた。議会定員は1825年に9人から13人になり、大統領は26人の候補者の中から13人を選んだ。
1825年にはエリー運河が開通し、ニューイングランドやニューヨーク州の開拓者がオールバニから水路でミシガンに来ることが可能になった。

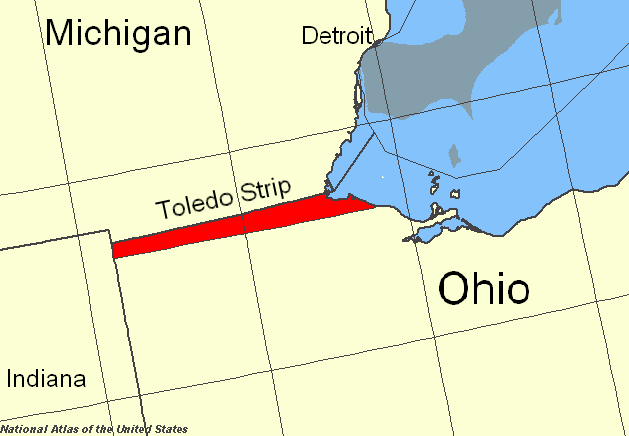
トレド・ストリップ

1834年、ルイジアナ買収で獲得された土地の中、まだ活用されておらず、ミズーリ川から東の領域全てがミシガン準州に付属となった。おおまかに言って現在のダコタ州、アイオワ州およびミネソタ州である。公式には「ミズーリ州の北で、ミズーリ川とホワイト・アース川の東」と呼ばれる地域であった。この時点でミシガン準州は、今日のミシガン州、ウィスコンシン州、アイオワ州、ミネソタ州および南北両ダコタ州の大部分を含む広大なものとなった。

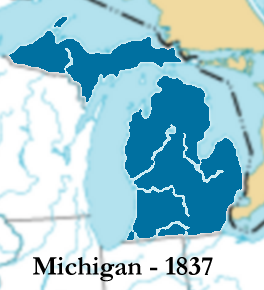
1836年、ミシガン州の誕生で現在のミシガン州とほぼ同じ領域になった。

一方、1835年にトレド・ストリップと呼ばれる細長い領土を巡って、トレド戦争と呼ばれる論争がオハイオ州との間に起きた。結局トレド・ストリップはオハイオ州に割譲され、その代わりにミシガン準州はアッパー半島の西側を確保した。
北西部条例に基づく領土の中では奴隷制度が禁止されていたが、イギリス人やフランス人住民は領土が組織される時点で所有していた奴隷を持ち続けることを認められていた。1810年と1830年の国勢調査では、領土内人口に2桁の比率で奴隷がいたことを示しており、多くの場合、アフリカ系アメリカ人よりも奴隷にされたアメリカ州の先住民族であったと信じられている。
1836年7月3日、ミシガン州設立の準備のためにウィスコンシン準州が創設され、現在のウィスコンシン州、ミネソタ州、アイオワ州および両ダコタ州の東半分が切り離された。ミシガンは1837年1月26日に州に昇格した。この時、それまでの数年間ミシガンの州昇格の障害となっていたアッパー半島の帰趨について、トレド・ストリップの紛争解決の見返りであるモントリオール川から西が州土として認められた。州都はデトロイトであったが、1847年3月17日にランシングに置き換えられた。州昇格時の人口は約20万人と見積もられているが、これは北西部条例で規定されていた6万人をはるかに超えるものであった。

## 土地の取得
ミシガン州となった領域は、古くイギリス領であり、1783年にアメリカ合衆国領となったが、実際にはこの地域の先住民族に「所有」されていた。その土地の大半は割譲、無理強いあるいは他の方法で獲得された。アメリカ人が入植する以前の住民は、オタワ族、ポタワトミ族、オジブワ族およびワイアンドット族であった。土地割譲の条約は1795年のグリーンビル条約から1842年のラ・ポワン条約まで複数あった。他の顕著な条約としては、1808年のハル知事の条約、1819年のサギノー条約、1821年と1833年の2つのシカゴ条約、1828年のキャリー使節団と1836年のワシントン条約、および1837年1月4日の条約であった。

## 領土内の分割
広大な北西部領土の時の一部であったウェイン郡は幾つかの段階を経て分割され現在の広さになっていった。1817年にはモンロー郡が創られ、1818年にはミシリマキナック郡（後のマキナック郡）とマコーム郡が、1820年にはセントクレア郡とセントジョセフ郡が、1822年にはウォシュトノー郡が創られた。1826年にはマキナック郡からチッペワ郡が分かれ、またマキナック郡からは他にも4つの郡が分離され、一部はミネソタ州に委譲された。ウェイン郡の中に位置したデトロイトは1802年に最初の郡区になった。
他に領土時代に創出された郡として1818年のショワノ郡があり、後にクロウフォード郡と呼ばれたが、今日のミネソタ州の多くを範囲に含めていた。
1819年に創られたオークランド郡は、後にジェネシー郡、ラピア郡、サニラック郡、シアワシー郡およびサギノー郡に分割された。サギノー郡はさらに分割され、8つの郡となった。その内イザベラ郡、アリナック郡およびミッドランド郡は準州時代に創られた。
元インディアンの土地であった所に1822年、レナウィー郡が創られ、1829年にはヒルズデール郡が分離された。レナウィー郡の他の部分はカス郡とベリエン郡になった。ブランチ郡は1829年にミシガン準州から創られた。
セントジョセフ郡から1829年に分離したカラマズー郡は西ミシガンの大半を領していたが、分割されさらに再分割されて多くの郡になった。アレガン郡、ベアリー郡、カルフーン郡、イートン郡、イオニア郡、モンカーム郡、ケント郡、オタワ郡およびクリントン郡である。これらの幾つかは準州時代の創出であり、残りはその後である。
ジャクソン郡とインガム郡はウォシュトノー郡から1829年に創出された。サギノー郡からできたイザベラ郡とミッドランド郡は1831年の創出であった。グラチオ郡は1831年にサギノー郡とクリントン郡の一部を併せて創出された。
1829年に創られた12郡のうち、7郡はアンドリュー・ジャクソン内閣の閣僚の名前を貰い、1郡はジャクソンそのものの名前を貰った。
後にウィスコンシン州に入るアイオワ郡は1831年に創られ、その一部はアッパー半島のケウィーノー郡としてミシガン州に戻ってきた。
ミシガン領土に1818年に創られたブラウン郡は今日のウィスコンシン州の大半を含むものであった。
ミシシッピ川の西、ロック・アイランドの南にはデュブク郡とド・モアン郡が1834年に創られ、1836年にウィスコンシン準州に委譲された。この地域は後にアイオワ州となった。
1834年に創られたミルウォーキー郡も1836年にウィスコンシン準州に委譲された。

## 領土内人口
以下の国勢調査人口には先住民族の大半が含まれていない。アメリカ合衆国憲法（第1条第2章）で「インディアンには課税しない」としたからである。1800年、北西部領土全体で43,365人だった。北西部条例の下では、人口が6万人を超えたとき州となることが出来るとしていた。
| 年   | 人口（人） |
| ---- | ---------- |
| 1810 | 4,762      |
| 1820 | 8,896      |
| 1830 | 31,639     |
| 1834 | 87,273     |
| 1840 | 212,267    |

## 領土の役人

### 知事
| 知事                           | 在任期間                      | 備考                               |
| ------------------------------ | ----------------------------- | ---------------------------------- |
| ウィリアム・ハル               | 1805年3月1日 - 1813年10月29日 |                                    |
| ルイス・カス                   | 1813年10月29日 - 1831年8月6日 |                                    |
| ジョージ・ブライアン・ポーター | 1831年8月6日 - 1834年7月6日   | 在任期間中に死去                   |
| スチーブンス・T・メイソン      | 1834年7月6日 - 1835年9月15日  | 秘書官の職にあり、職権上の知事代行 |
| ジョン・S・ホーナー            | 1835年9月15日 - 1836年7月3日  | 秘書官の職にあり、職権上の知事代行 |

### 秘書官
| 秘書官                       | 在任期間                        |
| ---------------------------- | ------------------------------- |
| スタンリー・グリスウォルド   | 1805年3月1日 - 1808年3月18日    |
| リューベン・アットウォーター | 1808年3月18日 - 1814年10月15日  |
| ウィリアム・ウッドブリッジ   | 1814年10月15日 - 1828年1月15日  |
| ジェイムズ・ウィザレル       | 1828年1月15日 - 1830年5月20日   |
| ジョン・T・メイソン          | 1830年, 5月20日 - 1831年7月12日 |
| スチーブンス・T・メイソン    | 1831年7月12日 - 1835年9月15日   |
| ジョン・S・ホーナー          | 1835年9月15日 - 1836年7月3日    |

### 最高裁判所
1805年から1823年、領土の最高裁判所判事は、アメリカ合衆国上院の同意に基づき、アメリカ合衆国大統領により指名された。その任期に上限は無かった。1823年、アメリカ合衆国下院は領土の政府を再構成する法律を可決し、判事の任期は4年間となった。
| 最高裁判所判事                  | 在任期間                       | 備考 |
| ------------------------------- | ------------------------------ | --- |
| オーガスタス・B・ウッドウォード | 1805年3月2日 - 1824年2月1日    | トマス・ジェファーソンにより指名。裁判所の再構成により辞任                                                                           |
| フレデリック・ベイツ            | 1805年3月3日 - 1808年11月      | トマス・ジェファーソンにより指名。ルイジアナ準州の秘書官指名により辞任                                                               |
| ジョン・グリフィン              | 1805年12月23日 - 1824年2月1日  | トマス・ジェファーソンにより指名。裁判所の再構成により辞任                                                                           |
| ジェイムズ・ウィザレル          | 1808年4月23日 - 1828年1月15日  | トマス・ジェファーソンにより指名。ジェームズ・モンローにより再指名。ミシガン準州秘書官指名により辞任                                 |
| ソロモン・シブリー              | 1824年2月2日 - 1836年7月17日   | トマス・ジェファーソンにより指名。ジョン・クィンシー・アダムズおよびアンドリュー・ジャクソンにより再指名。ミシガン州成立後は指名なし |
| ジョン・ハント                  | 1824年2月20日 - 1827年6月15日  | ジェームズ・モンローにより2度指名。在任期間中に死去                                                                                  |
| ヘンリー・C・チップマン         | 1817年7月18日 - 1832年4月25日  | ジョン・クィンシー・アダムズにより2度指名。アンドリュー・ジャクソンによっては再指名無し                                              |
| ウィリアム・ウッドブリッジ      | 1828年1月15日 - 1832年4月25日  | ジョン・クィンシー・アダムズにより2度指名。アンドリュー・ジャクソンによっては再指名無し                                              |
| ロス・ウィルキンス              | 1832年4月26日 to 1836年7月17日 | アンドリュー・ジャクソンによって指名。ミシガン州成立後アメリカ合衆国地方裁判所判事に指名                                             |
| ジョージ・モレル                | 1832年4月26日 to 1843年7月17日 | アンドリュー・ジャクソンによって指名。メイソン知事によりミシガン州最高裁判所判事に指名                                               |

## アメリカ合衆国議会への代表
1819年、ミシガン領土はアメリカ合衆国議会へ送る代表の選出を認められた。
| 代表                           | 年                             | 党派       |
| ------------------------------ | ------------------------------ | ---------- |
| ウィリアム・ウッドブリッジ     | 1819-20 (第16期議会)           | ホィッグ党 |
| ソロモン・シブリー             | 1820-23 (第16および第17期議会) |            |
| ガブリエル・リチャード         | 1823-25 (第18期議会)           |            |
| オースチン・エリ・ウィング     | 1825-29 (第19および第20期議会) |            |
| ジョン・ビドル                 | 1829-31 (第21期議会)           |            |
| オースチン・エリ・ウィング     | 1831-33 (第22期議会)           |            |
| ルーシャス・ライアン           | 1833-35 (第23期議会)           | 民主党     |
| ジョージ・ウォレス・ジョーンズ | 1835-37 (第24期議会)           | 民主党     |